# Обрембець
Обрембець (пол. Obrębiec) — село в Польщі, у гміні Черниці-Борові Пшасниського повіту Мазовецького воєводства.
Населення — 256 осіб (2011).
У 1975-1998 роках село належало до Цехановського воєводства.

## Демографія
Демографічна структура станом на 31 березня 2011 року:
|          | Загалом | Допрацездатний вік | Працездатний вік | Постпрацездатний вік |
| -------- | ------- | ------------------ | ---------------- | -------------------- |
| Чоловіки | 129     | 26                 | 86               | 17                   |
| Жінки    | 127     | 27                 | 72               | 28                   |
| Разом    | 256     | 53                 | 158              | 45                   |